# Усть-Славянка
У́сть-Славя́нка — исторический район в Невском районе Санкт-Петербурга, также упразднённый посёлок. Находится на левом берегу Невы между рекой Славянкой и посёлком Металлострой у излучины Кривое Колено.

## История
Деревня Усть-Славянка — одно из самых старинных русских поселений на Неве. Ещё в период русско-шведских войн XIV—XVII веков была известна мыза Гудилофхофф, хозяйство которой к началу XVII века пришло в полный упадок из-за военных действий на территории. Позже мыза стала деревней Гудилово.
История нынешней Усть-Славянки начинается в начале XVIII века, когда в деревне возник форпост, служивший и русским, и шведским войскам. Самый старый и известный дом района — дом поэта Слепушкина, который воздвигнут на фундаменте шведского укрепления того времени. Весь XVIII век жители деревни, стоящей на Шлиссельбургском тракте, занимались извозом и предоставлением постоя для обозов, шедших по этой дороге.
До начала XIX века деревня Усть-Славянка существовала главным образом за счёт извозного промысла и предоставления постоя обозам, проходившим по Шлиссельбургскому тракту (ныне — Шлиссельбургское шоссе в Усть-Ижоре). В восточной части современной Усть-Славянки с середины XIX века действовали небольшие лесопильные и кирпичные заводы.
Согласно данным первой переписи населения Российской империи:

УСТЬ-СЛАВЯНКА — деревня, православных — 796, мужчин — 399, женщин — 414, обоего пола — 813. (1897 год)

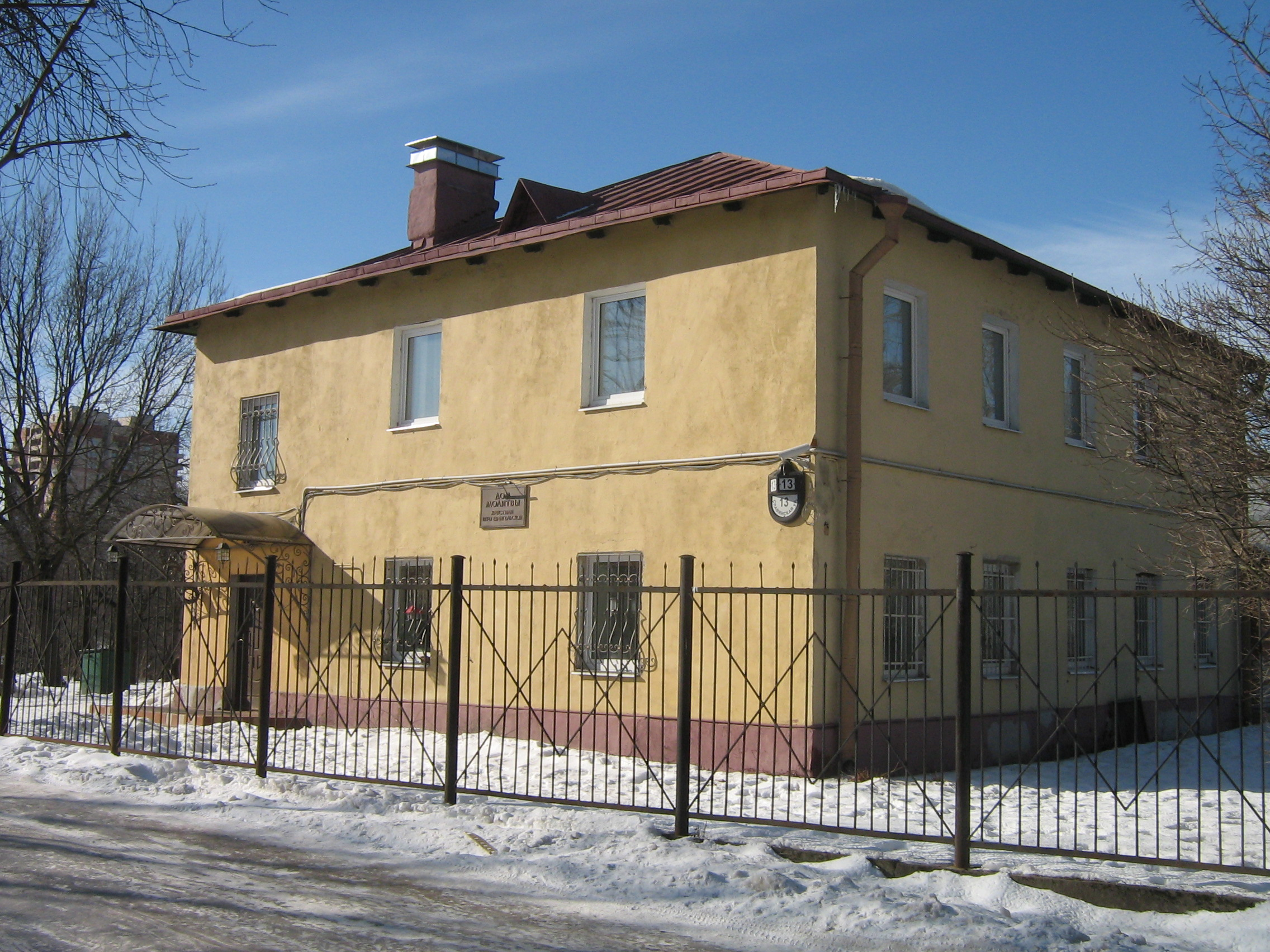
Дом молитвы (Славянская улица, 13)

С 1919 по 1922 год входила в состав Рыбацкой волости. С 1922 по 1924 год существовал Усть-Славянский сельсовет. В 1924 году деревня включена в состав Рыбацкого сельсовета. В 1963 году вместе с Рыбацким включена в черту Ленинграда.
В 1989 году в мастерской № 5 ЛенНИИпроекта был разработан план застройки территории, эта же мастерская занималась проектом застройки Рыбацкого. Тогда же любые сделки с недвижимостью были запрещены. Проект планировался к реализации в начале 1990-х годов, но из-за кризиса так и не был воплощён в жизнь, впрочем, жители посёлка получили ключи от квартир в других районах. К тому времени на территории проживали около тысячи человек.
Застройку западной и южной части Усть-Славянки составляют дома из профилированного бруса конца XX, начала XXI века. Эта территория принадлежит СНТ «ЛПК Ленметрострой», которое занимает около 20 га. Земля с 2017 года передается в собственность садоводам и застраивается совершенно новыми садовыми домами. В 2017 году Верховный Суд РФ подтвердил права садоводов на землю, несмотря на то, что она находится в черте города. После этого перестройка территории садоводов заметно активизировалась.
В 2009 году право застройки северной части Усть-Славянки было передано тогда новой компании «СПб Реновация». В 2011 году был принят новый план застройки посёлка, который предусматривает полную реконструкцию улично-дорожной сети. Также шведским архитектором Йоханнесом Товаттом был разработан проект жилого комплекса «Гутенборг» («хороший район» в переводе с немецкого) в стиле «хаотизм». Однако в 2015 году проект был отвергнут, контракт разорван, а жилой комплекс сменил название на «Живи! В Рыбацком» и архитектуру на «спальную». Ранее в проекте предполагалось строительство торговых комплексов, школ и поликлиник, но впоследствии компания-застройщик вынуждены были отказаться от своих планов из-за высокой стоимости реализации.

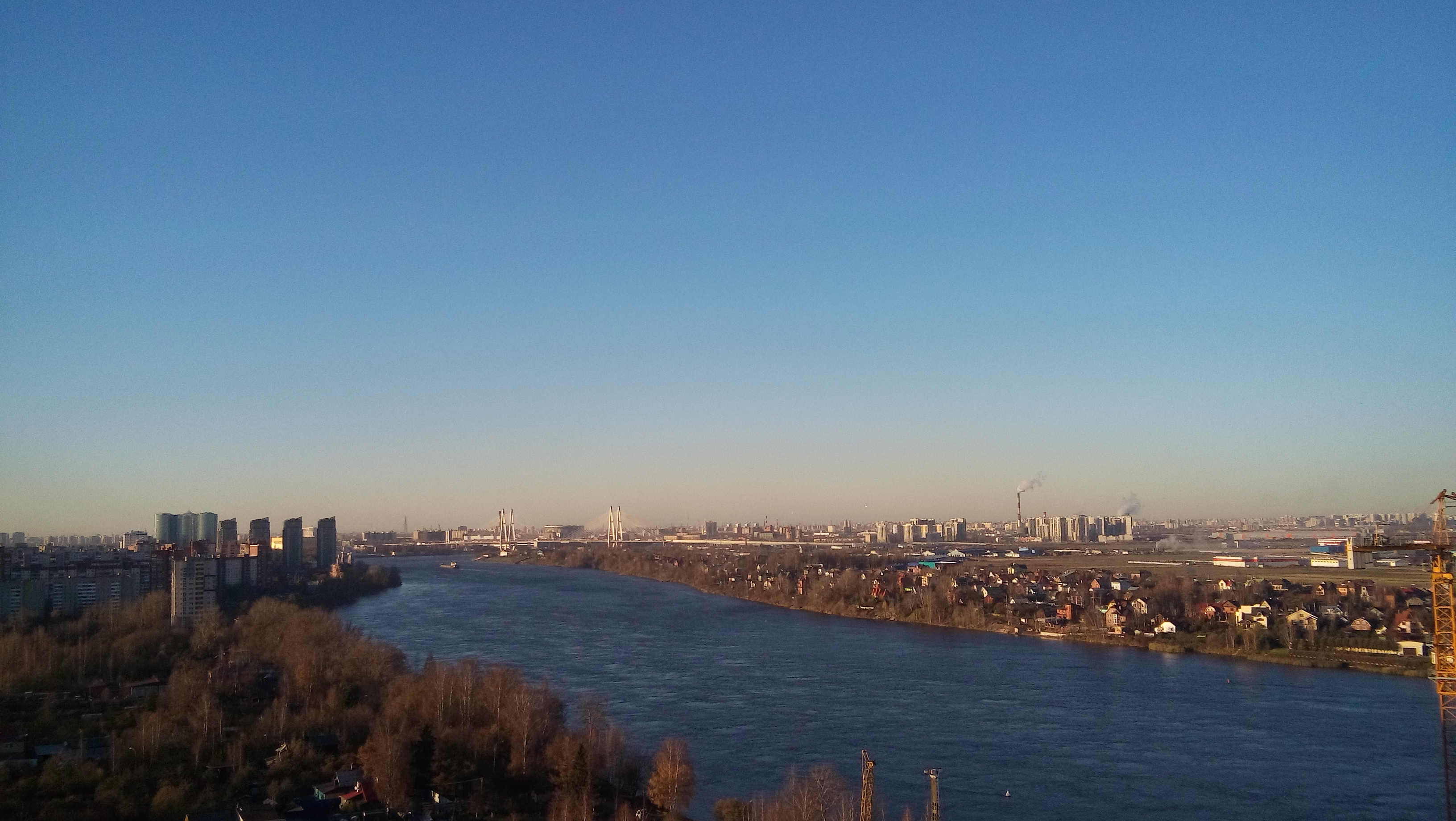
Вид на Неву из Усть-Славянки

Также реализуются проекты кварталов «Пётр Великий и Екатерина Великая» компании «Росстройинвест», которая возводила в Мурзинке небоскрёб «Князь Александр Невский», и «Невские паруса» компании Setl City. У Рыбацкого моста в сентябре 2017 года был сдан ЖК «Форт Рыбацкий» — 14-этажный точечный дом от компании «Аквамарин». Изначально компания «Росстройинвест» планировала построить две 42-этажные башни, но проект также был пересмотрен.
Рассматривается вариант создания скоростного трамвая в Колпино через Советский проспект на условиях концессии.

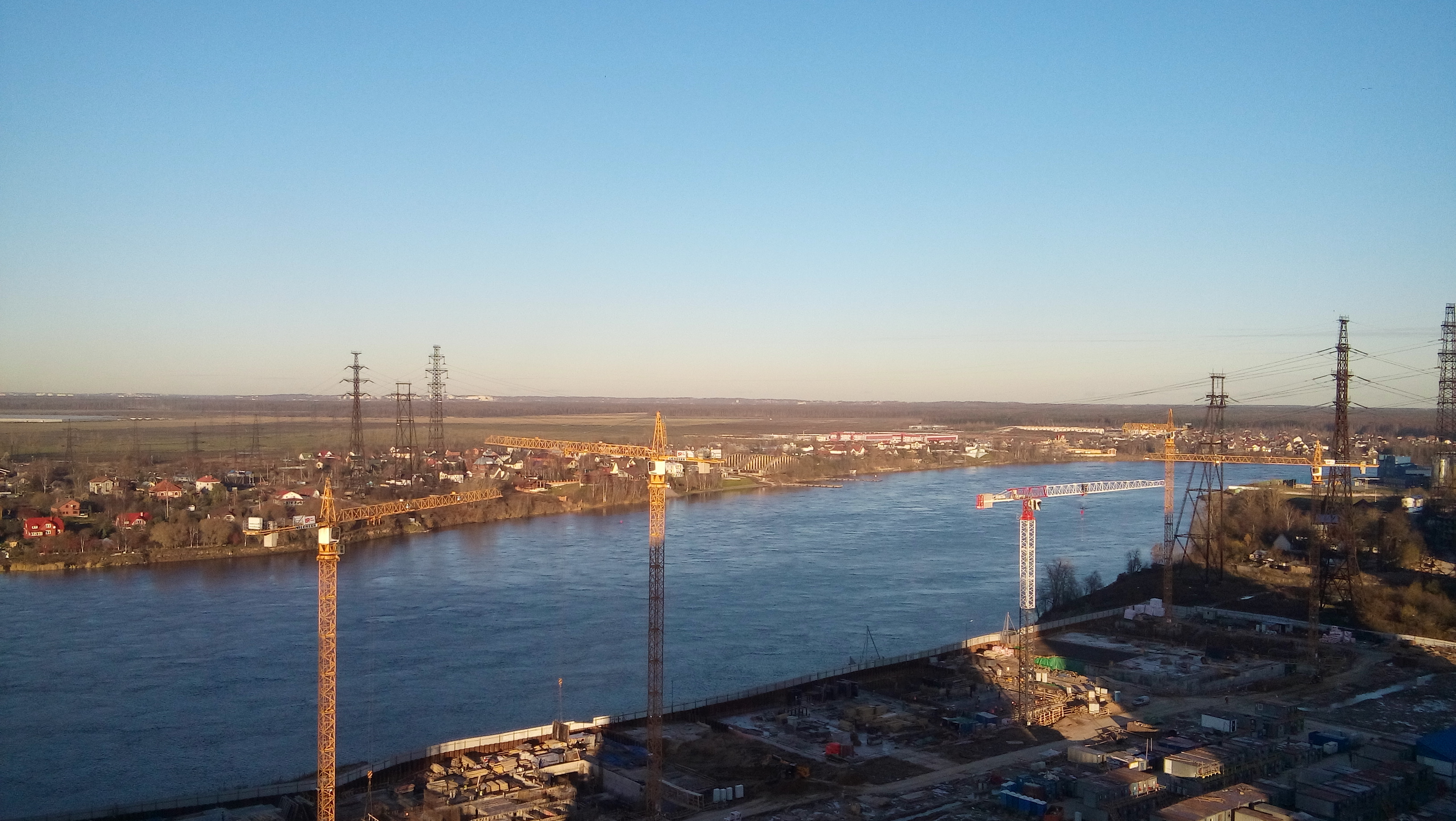
Вид на Новосаратовку из Усть-Славянки. Видны старые фермы Володарского моста

## Улицы
- Советский проспект
- Славянская улица
- Заводская улица
- Лесная улица
- Гудиловская улица

## Достопримечательности
- Одним из наиболее известных объектов Усть-Славянки является постоялый двор Ф. Н. Слепушкина (1783—1848), построенный в 1820—1830-х годах. Прежде на этом месте была шведская сторожевая башня, и новую постройку возвели на её фундаменте. Двухэтажный дом находится на Славянской улице, 1, почти под Рыбацким мостом. Юридически здание охраняется как памятник архитектуры. С 1993 года собственником постоялого двора является ОАО «Технопарк». Как показала проверка, эта компания не использует здание и не проводит его ремонт[3]. Здание неоднократно горело, и, возможно, будет снесено в рамках проекта по «реновации» территории.

## Промышленность
На территории Усть-Славянки располагается крупнейший в Европе солодовый завод «Невский берег», построенный в 2008 году. В восточной части расположены завод монтажных заготовок, КБ «Технолог», лесопильный завод.

## Общественный транспорт
Ближайшая к Усть-Славянке станция метро — «Рыбацкое».
На территории Усть-Славянки расположены остановки городских автобусных маршрутов: «Полевой переулок» (только в сторону Колпина), «Советский проспект, 43» (возле квартала «Живи! В Рыбацком») и «Советский проспект, 32» (возле квартала «Невские паруса»).
- 115: ст. метро «Рыбацкое» — Металлострой, Центральная ул., д. 9;
- 115А: проспект Александровской Фермы — Металлострой, Центральная ул., д. 9;
- 189: ул. Грибакиных — Сапёрный, Мебельный комбинат;
- 327: Колпино, Заводской проспект — ст. метро «Пролетарская»;
- 328: Колпино, Комбинат строительных материалов — ст. метро «Рыбацкое»;
- 440: Шлиссельбург, Красная площадь — ст. метро «Рыбацкое»;
- 682: ст. метро «Рыбацкое» — Никольское, Октябрьская улица;
- К-440А: ст. метро «Рыбацкое» — Отрадное, улица Гагарина.